# Mathias Taddigs
Mathias Taddigs (* 4. März 1969 in Esens) ist ein deutscher Schriftsteller, Drehbuchautor und freier Autor für verschiedene Fernsehproduktionen.

## Leben
Taddigs begann 1994 als Autor für das Fernsehen zu arbeiten, bei der Comedyserie RTL Samstag Nacht. Nach dem Ende der Reihe 1998 war er für verschiedene Fernsehproduktionen tätig, zum Beispiel als Chefautor für die Wochenshow. Er schrieb die Texte zu der Doku-Soap-Serie Stellungswechsel: Job bekannt, fremdes Land, die 2011 mit dem deutschen Fernsehpreis ausgezeichnet wurde.
Neben seiner Arbeit als Fernsehautor hat Taddigs auch mehrere Bücher veröffentlicht. Er ist verheiratet und lebt Hamburg.

## Werke
- Das unmögliche Euro-Handbuch. (mit André Poloczek), Lappan Verlag, Oldenburg 1999, ISBN 3-89082-851-5.
- Ein Mann, ein Ring. Verlag Bastei Lübbe, Köln 2014, ISBN 978-3-404-16968-9.